# Свети Димитър (Димитрич)
Вижте пояснителната страница за други значения на Свети Димитър.
„Свети Димитър“ (на гръцки: Ιερός Ναός Αγίου Δημητρίου Άνω Βροντού) е възрожденска православна църква в сярското село Димитрич, Егейска Македония, Гърция, енорийски храм на Сярската и Нигритска епархия на Вселенската патриаршия.

## История
Храмът е построен в XIX век. Изписан е от дебърските зографи Христо, Исай, Кузман и Серафим Макриеви.
На 23 септември 1956 година до църквата е положен основният камък на нов храм, открит на 14 ноември 1976 година. Старата църква през 70-те година е разрушена, като е запазена само една част от нея.
Към енорията принадлежат и параклисите „Животворящ източник“ и „Свети Георги“.